# Acetat de celuloză
Acetatul de celuloză este un produs macrogranular făcut dintr-un amestec de mai mulți esteri ai acidului acetic cu celuloza. Este folosit la fabricarea fibrelor artificiale, a materialelor plastice neinflamabile, a foilor pentru ambalaje, a benzilor pentru magnetofon, a geamurilor de siguranță, etc.

## Obținere
Acetatul de celuloză se obține prin tratarea celulozei cu un amestec de acid acetic și anhidridă acetică în prezența acidului sulfuric sau a clorurii de zinc. După condițiile de lucru se pot obține trei forme de acetat de celuloză:
1. Monoacetatul de celuloză
2. Diacetatul de celuloză
3. Triacetatul de celuloză, care se obține de obicei

Triacetatul este supus unei hidrolize parțiale pentru a deveni di sau monoacetat. 